# Zu den heiligen fünf Wunden (Rieden am Forggensee)

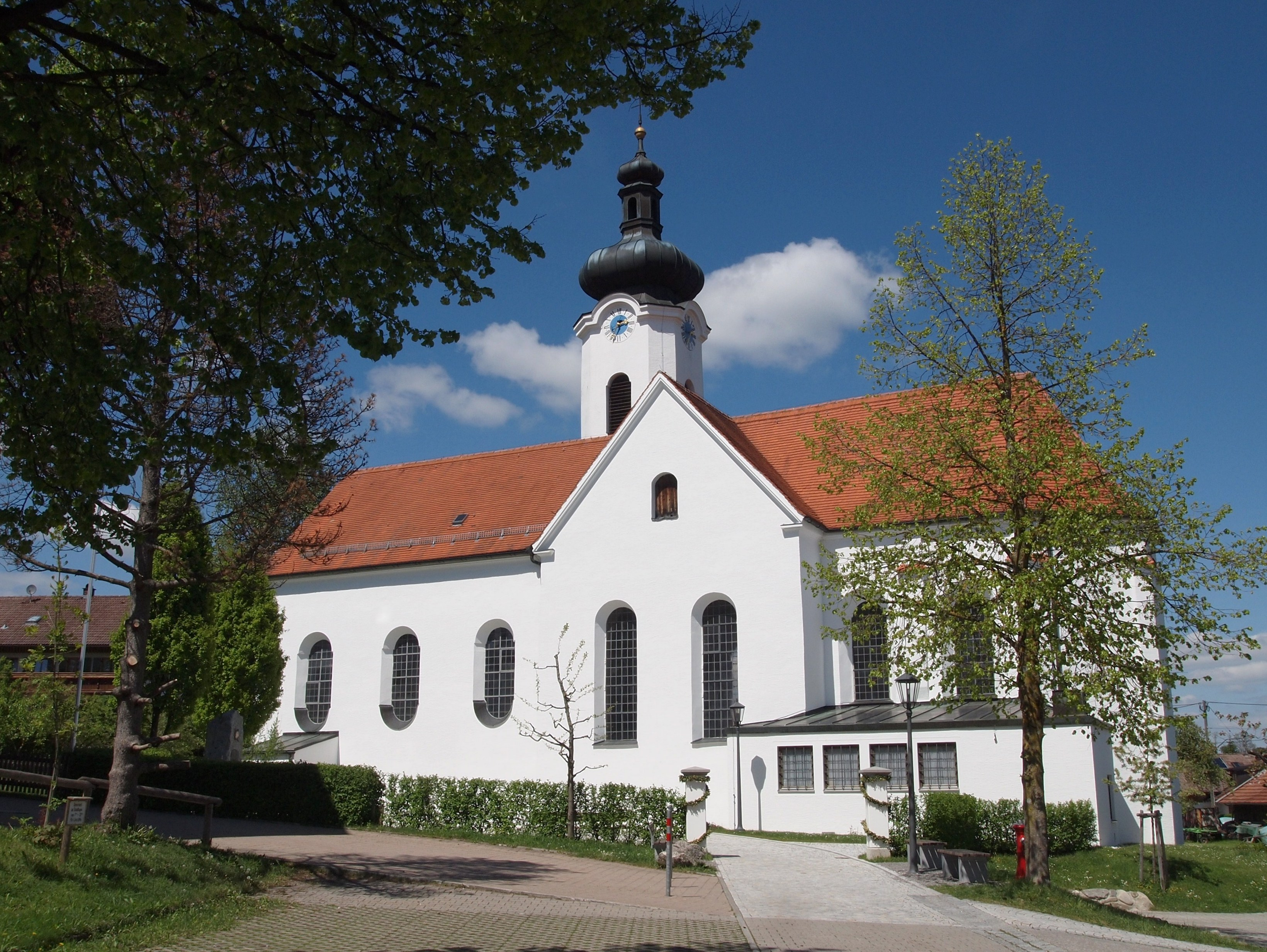
Zu den heiligen fünf Wunden in Rieden am Forggensee

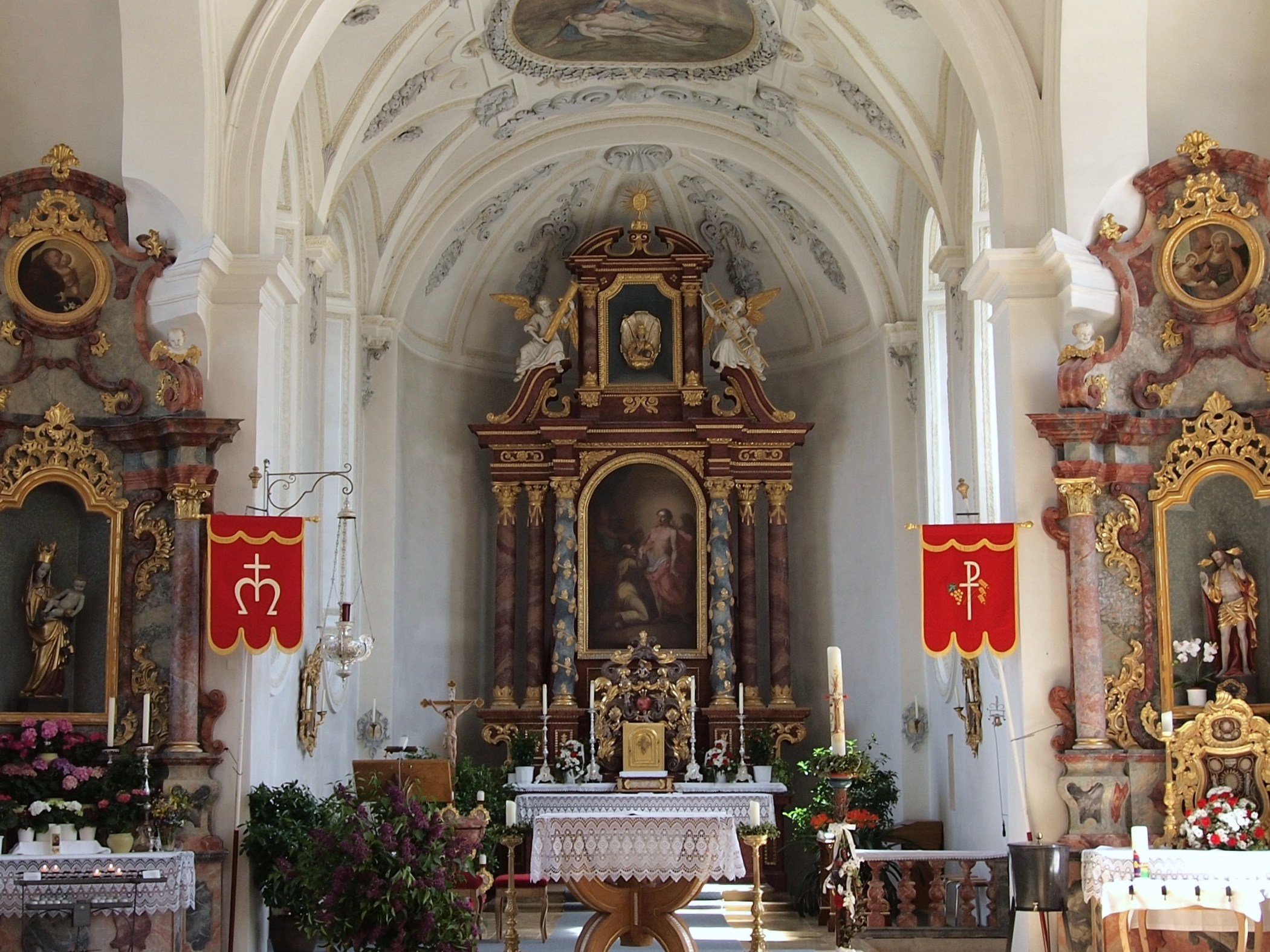
Hochaltar

Die römisch-katholische Pfarrkirche Zu den heiligen fünf Wunden steht in Rieden am Forggensee, einer Gemeinde im schwäbischen Landkreis Ostallgäu von Bayern. Das Bauwerk ist in der Liste der Baudenkmäler in Rieden am Forggensee als Baudenkmal unter der Nr. D-7-77-163-3 eingetragen.

## Geschichte
Eine Kapelle wurde 1687 von Johann Jakob Herkomer erbaut. Sie wurde 1721 durch eine Kreuzkirche nach einem Entwurf von Johann Georg Fischer ersetzt. Die Kirchweihe nahm 1725 Weihbischof Johann Jakob Mayr vor. Seit 1817 ist die Kirche die Pfarrkirche der Pfarrgemeinde St. Urban. Die alte Pfarrkirche St. Urban im Riedener Ortsteil Sankt Urban wird heute als Friedhofskirche genutzt.

## Beschreibung
Die Kirche besteht aus einem Langhaus, das 1896 nach Westen verlängert wurde, einem Querschiff, einem eingezogenen, dreiseitig geschlossenen Chor, im Osten und einem 1896 nach einem Plan von Hugo von Höfl erneuerten Kirchturm auf quadratischem Grundriss an der Nordwand des Langhauses nahe dem Querschiff. Er wurde mit einem Geschoss mit abgeschrägten Ecken, das vier Kirchenglocken beherbergt, aufgestockt und mit einer Zwiebelhaube bedeckt auf der eine  Laterne sitzt. Der Stuck im Chor wurde 1687 von einem Stuckateur aus dem Umkreis von Johann Schmuzer ausgeführt. Ein Gemälde über den Apostel Thomas hat Joseph Keller geschaffen. Eine Statue des Jakobus dem Älteren wird Jörg Lederer zugeschrieben.

## Orgel

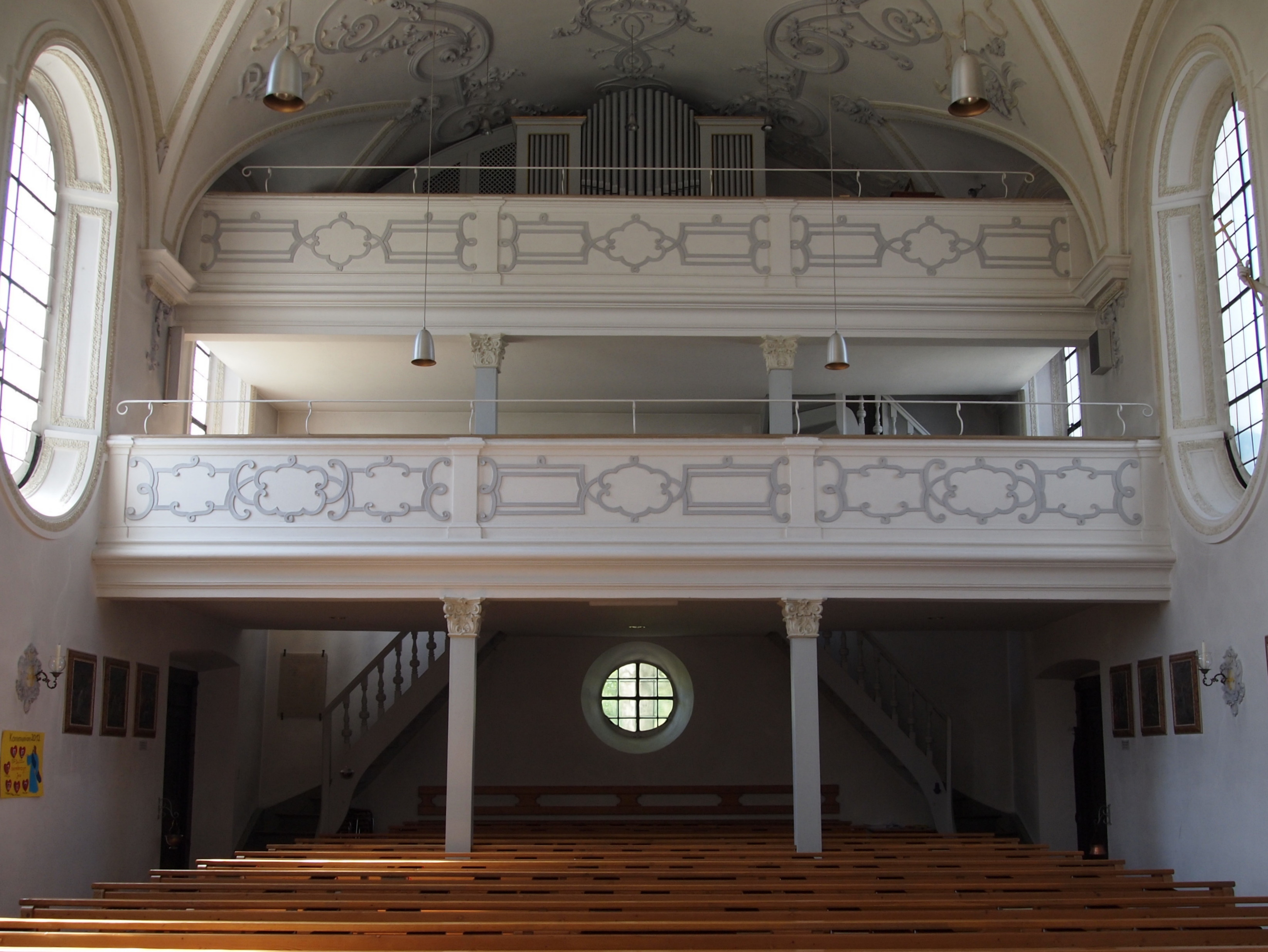
Orgel

Die Orgel mit 13 Registern auf zwei Manualen und Pedal wurde 1925 von den Gebrüdern Hindelang erbaut. Sie löste ein Werk von Balthasar Pröbstl aus dem Jahr 1874 ab. Die Disposition lautet:
| I Manual   |    |
| Principal  | 8′ |
| Gamba      | 8′ |
| Salicional | 8′ |
| Soloflöte  | 8′ |
| Prästant   | 8′ |

| II Manual        |       |
| Bourdon          | 16′   |
| Lieblich Gedeckt | 8′    |
| Violine          | 8′    |
| Vox coelestis    | 8′    |
| Traversflöte     | 4′    |
| Cornett-Mixtur   | 2 ⁄3′ |
| Oboe             | 8′    |

| Pedal   |     |
| Subbaß  | 16′ |
| Zartbaß | 16′ |
| Violon  | 08′ |